# Élections européennes de 2014 en Belgique
Les élections européennes de 2014 en Belgique sont les élections des députés de la huitième législature du Parlement européen, qui se déroulent du 22 mai 2014 au 25 mai 2014 dans tous les États membres de l'Union européenne, dont la Belgique où elles ont lieu le 25 mai.
Les électeurs élisent douze parlementaires néerlandophones, huit francophones et un germanophone. La Belgique perd donc un siège, imputé au Collège électoral néerlandophone. La perte du siège belge découle de la mise en conformité du nombre d'eurodéputés par rapport au Traité de Lisbonne (qui fixe la limite à 751 sièges), compte tenu de l'adhésion de la Croatie, celle du siège flamand reflète la prise en considération des nouveaux chiffres de population, soit l'accroissement de la population dans l'arrondissement administratif de Bruxelles-Capitale.

## Mode de scrutin
Les électeurs inscrits en Belgique sont représentés par 21 députés  (précédemment 22) :
- 12 élus par le Collège néerlandophone (précédemment 13) ;
- 8 élus par le Collège francophone ;
- 1 élu par le Collège germanophone, qui est donc de facto le seul élu belge issu d'un scrutin uninominal majoritaire à un tour.

Sont électeurs et éligibles tous les citoyens européens inscrits sur les listes électorales en Belgique. Seuls « les Belges qui ont leur résidence principale effective dans un autre État membre de l’Union européenne peuvent voter pour des listes belges à l’élection du Parlement européen, en optant pour le vote par correspondance. »
En Belgique, le vote est obligatoire, ce qui se traduit par un taux d'abstention plus faible que dans la plupart des autres États membres.

## Campagne

### Candidats

#### Collège électoral germanophone (1 siège)
- PFF: Axel Kittel[15]
- Ecolo : Erwin Schöpges[16]
- CSP : Pascal Arimont[17]

### Sondages
| Date            | Source                  | Partis francophones | Partis francophones | Partis francophones | Partis francophones | Partis francophones | Partis francophones | Partis néerlandophones | Partis néerlandophones | Partis néerlandophones | Partis néerlandophones | Partis néerlandophones | Partis néerlandophones | Partis germanophones |
| Date            | Source                  | CdH                 | Écolo               | FDF                 | MR                  | PS                  | PTB-go!             | CD&V                   | Groen                  | N-VA                   | Open Vld               | sp.a                   | VB                     | CSP                  |
| --------------- | ----------------------- | ------------------- | ------------------- | ------------------- | ------------------- | ------------------- | ------------------- | ---------------------- | ---------------------- | ---------------------- | ---------------------- | ---------------------- | ---------------------- | -------------------- |
| 20 mai 2014     | PollWatch2014           | 7,8 %               | 5,1 %               | 3,5 %               | 8,9 %               | 12,2 %              | 4,4 %               | 10,7 %                 | 8,7 %                  | 14,1 %                 | 7,7 %                  | 8,3 %                  | 6,7 %                  | 0,2 %                |
| 14 mai 2014     | PollWatch2014           | 8 %                 | 5,2 %               | 3,6 %               | 9 %                 | 12,4 %              | 4,5 %               | 10,9 %                 | 8,8 %                  | 14,4 %                 | 7,9 %                  | 8,4 %                  | 6,8 %                  | 0,2 %                |
| 23 avril 2014   | PollWatch2014           | 3,7 %               | 3,9 %               | 1,4 %               | 8,4 %               | 10,2 %              | 3 %                 | 10,7 %                 | 4,9 %                  | 20,7 %                 | 11,5 %                 | 8,6 %                  | 6,4 %                  | 0,2 %                |
| 16 avril 2014   | PollWatch2014           | 5,2 %               | 5,1 %               | 2,3 %               | 8,4 %               | 10 %                | 4,9 %               | 9,7 %                  | 5,4 %                  | 16,6 %                 | 7,4 %                  | 7,4 %                  | 7,9 %                  | 0,2 %                |
| 2 avril 2014    | PollWatch2014           | 5,5 %               | 4,8 %               | 0,9 %               | 9,7 %               | 11 %                | 4,6 %               | 11 %                   | 5,3 %                  | 17 %                   | 8,3 %                  | 8,2 %                  | 5,2 %                  | 0,2 %                |
| 19 mars 2014    | PollWatch2014           | 4,4 %               | 3,9 %               | 0,6 %               | 9,1 %               | 13 %                | 3,5 %               | 11 %                   | 4 %                    | 21 %                   | 7,9 %                  | 8,2 %                  | 5,2 %                  | 0,2 %                |
| 5 mars 2014     | PollWatch2014           | 5,8 %               | 5,3 %               | 2,4 %               | 9 %                 | 10 %                | 5,1 %               | 10 %                   | 5,7 %                  | 15 %                   | 8,1 %                  | 8 %                    | 5 %                    | 0,2 %                |
| 19 février 2014 | PollWatch2014           | 6,3 %               | 5,3 %               | -                   | 8,4 %               | 10 %                | -                   | 11 %                   | 6,7 %                  | 16 %                   | 9,7 %                  | 8,9 %                  | 6,7 %                  | 0 %                  |
| 7 juin 2009     | Résultats des élections | 5 %                 | 8,6 %               | -                   | 9,7 %               | 10,9 %              | 1 %                 | 14,4 %                 | 4,9 %                  | 6,1 %                  | 12,7 %                 | 8,2 %                  | 9,8 %                  | 0,2 %                |

## Résultats

### Collège francophone
| Parti ou coalition | Parti ou coalition               | Voix      | %         | +/-       | Sièges | +/-           | Groupe    |
| ------------------ | -------------------------------- | --------- | --------- | --------- | ------ | ------------- | --------- |
|                    | Parti socialiste (PS)            | 714 645   | 29,29     | 0,19      | 3      | en stagnation | S&D       |
|                    | Mouvement réformateur (MR)       | 661 332   | 27,10     | 1,05      | 3      | 1             | RE        |
|                    | Ecolo                            | 285 196   | 11,69     | 11,19     | 1      | 1             | Verts/ALE |
|                    | Centre démocrate humaniste (CdH) | 277 246   | 11,36     | 1,98      | 1      | en stagnation | PPE       |
|                    | Parti populaire (PP)             | 145 909   | 5,98      | Nv.       | 0      | en stagnation |           |
|                    | PTB-GO                           | 133 811   | 5,48      | 4,32      | 0      | en stagnation | GUE/NGL   |
|                    | FDF                              | 82 540    | 3,38      | Nv.       | 0      | en stagnation |           |
|                    | Debout les Belges                | 72 671    | 2,98      | Nv.       | 0      | en stagnation |           |
|                    | La Droite                        | 38 813    | 1,59      | Nv.       | 0      | en stagnation |           |
|                    | VEGA                             | 15 208    | 0,62      | Nv.       | 0      | en stagnation |           |
|                    | Stand Up USE                     | 7 970     | 0,33      | Nv.       | 0      | en stagnation |           |
|                    | MG                               | 4 705     | 0,19      | Nv.       | 0      | en stagnation |           |
|                    |                                  |           |           |           |        |               |           |
| Votes valides      | Votes valides                    | 2 440 046 | 2 440 046 | 2 440 046 | 8      | en stagnation | -         |

### Collège néerlandophone
| Parti ou coalition | Parti ou coalition                              | Voix      | %     | +/-   | Sièges | +/-           | Groupe    | Groupe |
| ------------------ | ----------------------------------------------- | --------- | ----- | ----- | ------ | ------------- | --------- | ------ |
|                    | Nieuw-Vlaamse Alliantie (N-VA)                  | 1 123 355 | 26,67 | 16,79 | 4      | 3             | CRE       |        |
|                    | Open Vlaamse Liberalen en Democraten (Open LVD) | 859 099   | 20,40 | 0,16  | 3      | en stagnation | ADLE      |        |
|                    | Christen-Democratisch en Vlaams (CD&V)          | 840 783   | 19,96 | 3,30  | 2      | 1             | PPE       |        |
|                    | Socialistische Partij Anders (sp.a)             | 555 348   | 13,18 | 0,05  | 1      | 1             | S&D       |        |
|                    | Groen                                           | 447 391   | 10,62 | 2,72  | 1      | en stagnation | Verts/ALE |        |
|                    | Vlaams Belang (VB)                              | 284 856   | 6,76  | 9,11  | 1      | 1             | ENL       |        |
|                    | Parti du travail de Belgique (PVDA)             | 101 237   | 2,40  | 1,42  | 0      | en stagnation |           |        |
| Total              | Total                                           | 4 212 069 | 100   |       | 12     | en stagnation |           |        |

### Collège germanophone
| Parti ou coalition       | Parti ou coalition                        | Voix   | %     | +/-  | Sièges | +/-           | Groupe | Groupe |
| ------------------------ | ----------------------------------------- | ------ | ----- | ---- | ------ | ------------- | ------ | ------ |
|                          | Christlich Soziale Partei (CSP)           | 11 710 | 30,34 | 1,91 | 1      | en stagnation | PPE    |        |
|                          | Ecolo                                     | 6 429  | 16,66 | 1,08 | 0      | en stagnation |        |        |
|                          | Partei für Freiheit und Fortschritt (PFF) | 6 197  | 16,06 | 4,31 | 0      | en stagnation |        |        |
|                          | SP Regionalverband Ostbelgien (SP)        | 5 835  | 15,12 | 0,49 | 0      | en stagnation |        |        |
|                          | ProDG                                     | 5 106  | 13,23 | 3,15 | 0      | en stagnation |        |        |
|                          | Vivant                                    | 3 319  | 8,60  | 2,35 | 0      | en stagnation |        |        |
|                          |                                           |        |       |      |        |               |        |        |
| Votes valides            | Votes valides                             | 38 596 | 88,96 |      |        |               |        |        |
| Votes blancs et nuls     | Votes blancs et nuls                      | 4 788  | 11,04 |      |        |               |        |        |
| Total                    | Total                                     | 43 384 | 100   | -    | 1      | en stagnation | -      |        |
| Abstentions              | Abstentions                               | 6 864  | 13,66 |      |        |               |        |        |
| Inscrits / Participation | Inscrits / Participation                  | 50 248 | 86,34 |      |        |               |        |        |

### Analyse
Dans le collège néerlandophone, la N-VA suit la tendance des élections législatives et régionales sans toutefois atteindre les 30 %, ce qui est dû à l'absence d'un chef de file connu d'une part et de la présence en tête de liste OpenVLD de Guy Verhofstadt, qui est en même temps le chef de file du parti libéral européen (ADLE) et qui tire vers lui un très bon 20 % des voix. La populaire Marianne Thyssen attire 20 % vers le CD&V, tandis que Groen recueille comme à son habitude un résultat supérieur à son résultat national. Le Vlaams Belang s'effondre ici aussi mais arrive à sauver in extremis un siège européen. La Sp.a pâtit du succès des autres listes.
Dans le collège francophone, PS et MR sont au coude à coude avec un peu moins que 30 %. Les Verts sont en perte sur toutes les élections et perdent un de leurs deux sièges européens. Le CdH se maintient, tandis que le FDF ne parvient pas au seuil des 5 %. PTB et PP parviennent à percer cette barre mais n'arrivent pas à décrocher un des huit sièges disponibles, un résultat au-delà de 10 % étant obligatoire.
Dans le collège germanophone, le CSP reste largement le plus grand parti avec plus de 30 % des voix et maintient son siège.

## Compléments